# Bende Van Hoe-Verstuyft

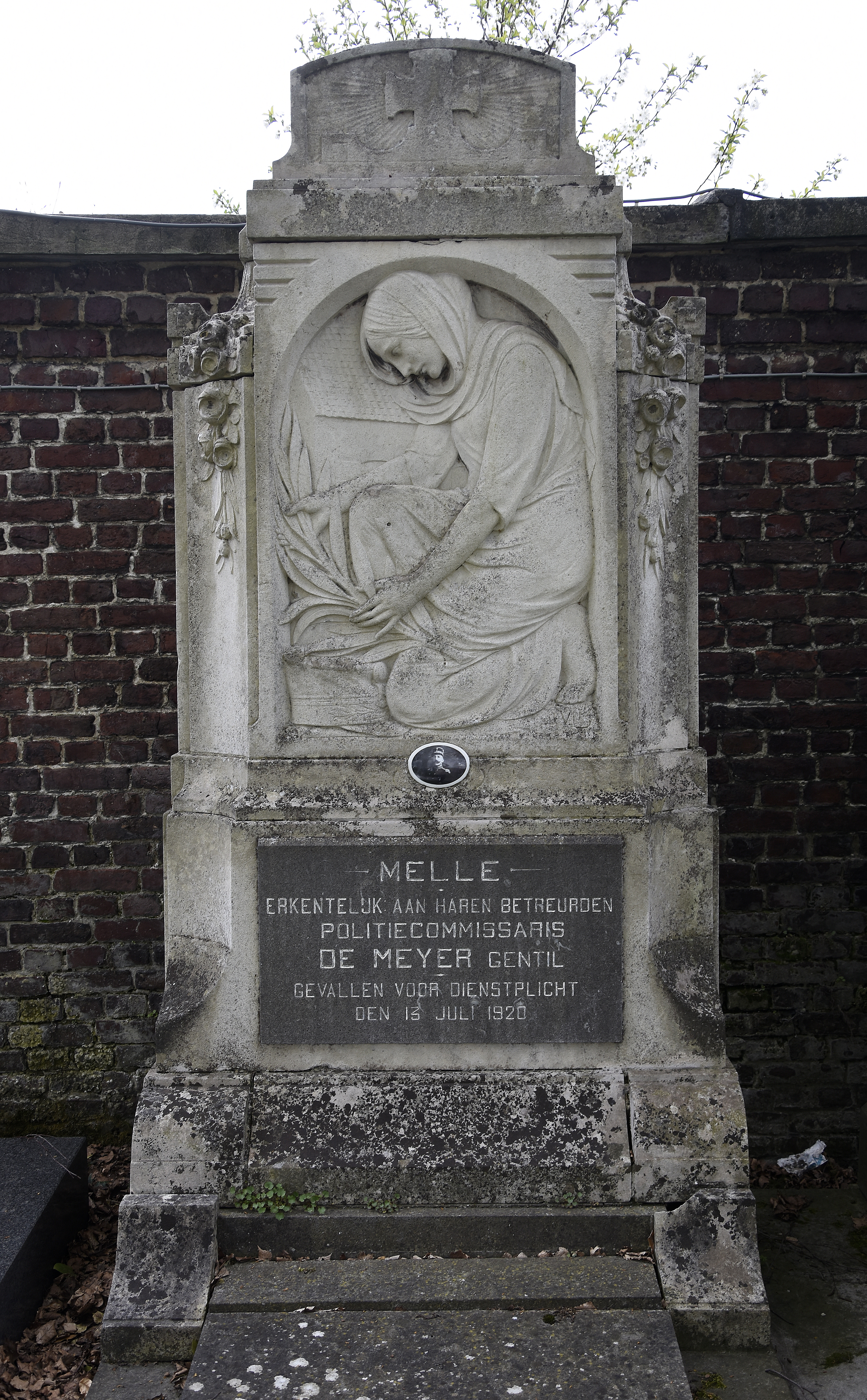
Graf van de vermoorde politiecommissaris Gentil De Meyer

De Bende Van Hoe-Verstuyft was een roversbende die kort na de Eerste Wereldoorlog verschillende diefstallen en roofmoorden pleegde in de streek rond Gent en Brugge. De aanvoerders van de bende waren de broers René en Edmond Verstuyft en Raymond Van Hoe.

## Ontstaan
De bende ontstond in de nadagen van de Eerste Wereldoorlog. Het voedseltekort in de streek rond Gent zette aan tot smokkelen en diefstal. Samen met de vervormde moraal van de jonge mannen die terugkwamen van het front zorgde dit voor een goede voedingsbodem voor kleine en grote criminaliteit.
De bende Van Hoe-Verstuyft ontstond in de herberg van Triphon Vandeputte op de Coupure in Gent. Hier leerden de bendeleden elkaar kennen, en kwamen ze regelmatig samen.

## Werkwijze
De bende opereerde voornamelijk op het aangeven van tips. Een tipgever vertelde hen waar er geld of waardevolle goederen voorhanden waren, en vervolgens trokken zij daarheen. Tijdens de diefstallen lieten zij zich kenmerken door hun drieste werkwijze. Tegenstand of hulpgeroep werd meestal beantwoord met moord. Tijdens de 36 misdaden die de bende ten laste werden gelegd, werden dan ook 14 moorden gepleegd. Een van hun slachtoffers was Gentil De Meyer, politiecommissaris in Melle die hen bij inbraak in de nacht van 12 op 13 juli 1920 wilde arresteren maar werd doodgeschoten.

## Proces
In 1924 vond in het Gentse gerechtsgebouw het proces van de bende plaats. Er was grote belangstelling van het volk. Het proces werd in en rond het gerechtsgebouw gevolgd door de toegestroomde nieuwsgierigen, en werd uitvoerig beschreven in de pers. Het assisenproces nam meer dan een maand in beslag, en de beraadslaging duurde verscheidene dagen. De volksjury moest oordelen over 35 beschuldigden en 343 vragen beantwoorden. Uiteindelijk werden tien bendeleden, onder wie de gebroeders Verstuyft en Raymond Van Hoe, veroordeeld tot de doodstraf (die automatisch werd omgezet in levenslang). De andere straffen varieerden van levenslange dwangarbeid tot twaalf jaar dwangarbeid. Negen beschuldigden werden vrijgesproken.

## Boeken
In 2017 gaf Guy Prieels een boek uit gebaseerd over deze bende. Het boek heeft als titel Bloedbroeders.